# Quiproquo
 (octobre 2024).
Un quiproquo est un malentendu — dans lequel on prend un être vivant, un objet ou une situation pour une autre, une erreur aux conséquences potentiellement graves ou au contraire sans conséquence voire comique chez Molière. C'est un type de péripétie fréquemment utilisé dans la fiction.

## Étymologie
Le terme est d'origine latine, de « quid pro quo » : même si le terme en dérive, « quid pro quo » signifie « une chose contre une autre », un « échange de procédés » bons ou mauvais. L'expression originelle vient du vocabulaire pharmaceutique : un médicament pris ou donné à la place d'un autre.

## Emplois du quiproquo au théâtre
- Aulularia de Plaute
- La Comédie des erreurs de Shakespeare
- L'Avare de Molière
- Les Deux Canards de Tristan Bernard
- L'École des femmes de Molière
- La Farce de Maître Pathelin, anonyme
- Le Homard et les Plaideurs de René Blain des Cormiers
- L'Ingénu de Voltaire
- Le Jeu de l'amour et du hasard de Marivaux
- Le Malade imaginaire de Molière
- Le Malentendu d'Albert Camus
- Le Mariage de Figaro de Beaumarchais
- La Puce à l'oreille de Feydeau
- Le Revizor de Nicolas Gogol
- Sganarelle ou le Cocu imaginaire de Molière
- Les Fausses Confidences de Marivaux
- Les Fourberies de Scapin de Molière
- Ruy Blas de Victor Hugo

## Quiproquo tragiques
L'accident aérien de Tenerife (1977) repose sur la concomitance de deux quiproquos en anglais, d'une part entre le pilote américain du Boeing 747 de la compagnie Pan Am et les contrôleurs aériens de l'aérodrome de Los Rodeos aux îles Canaries, et d'autre part de l'équipage du Boeing 747 de la KLM qui décolle sans autorisation et la tour de contrôle.